# Johann Christoph Lauterbach

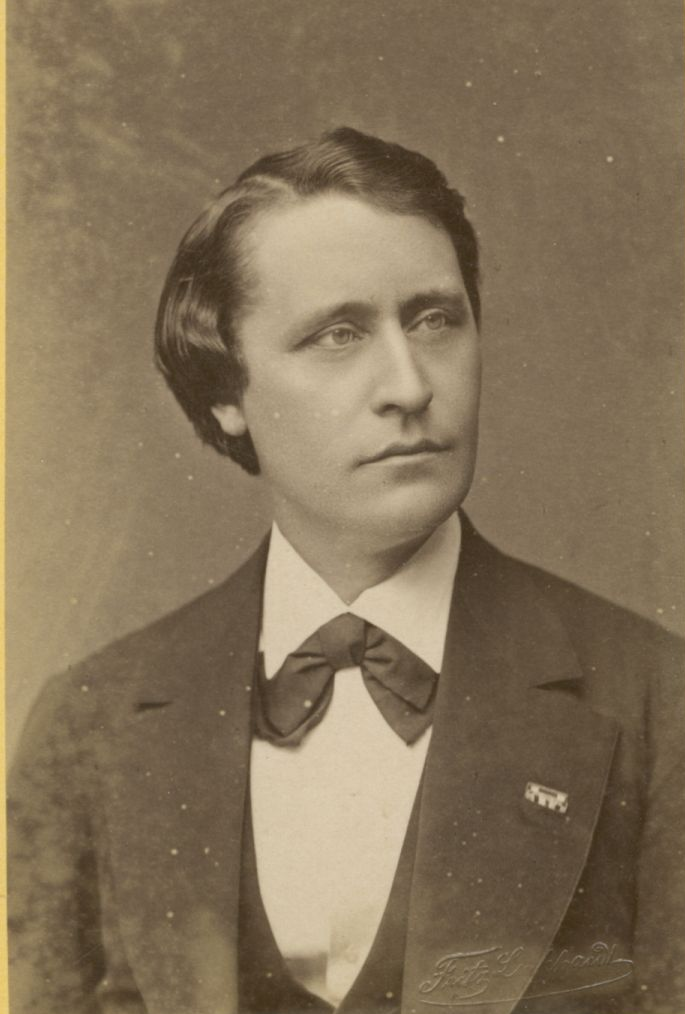
Johann Christoph Lauterbach

Johann Christoph Lauterbach (Kulmbach, 24 juli 1832 - Dresden, 28 maart 1918) was een Duits violist, actief als concertmeester, conservatoriumdocent, vioolvirtuoos en lid van de hofraad van het keizerrijk in Dresden.

## Leven en werk
Al tijdens zijn schooltijd aan het plaatselijk gymnasium bezocht hij de Koninklijke Muziekschool in Würzburg. Aansluitend trok hij in het jaar 1850 naar Brussel, waar hij bij Charles Auguste de Bériot en François-Joseph Fétis aan het Koninklijk Conservatorium viool en compositie studeerde. In de tussentijd werd hij al ingezet als viooldocent als vervanging van Hubert Léonard die altijd op tournee was. Hij maakte concertreizen door België, Nederland en Duitsland, alvorens hij in het jaar 1853 een betrekking aannam als soloviolist, concertmeester en docent aan het Koninklijk Conservatorium in München, de huidige Hochschule für Musik und Theater München. In het jaar 1861 werd hij benoemd als concertmeester en opvolger van de overleden Poolse vioolvirtuoos Karol Lipiński van de Koninklijke Saksische Hofkapel in Dresden. Hier wisselde hij aanvankelijk af met de toenmalige concertmeester François Schubert (1808–1878) en was hij vanaf 1873 eerste violist. Daarnaast was hij van 1861 tot 1877 docent voor het vak viool aan het Conservatorium in Dresden, waar hij onder andere les gaf aan Friedrich Seitz. In de tussentijd deed hij verscheidene gastoptredens, zoals in 1864 en 1865 bij het London Philharmonic Orchestra, in 1870 in Parijs, waar hij van Keizer Napoleon III persoonlijk een met diamanten bezette snuiftabakdoos overhandigd kreeg, en in 1873 bij het 50e Nederrijnse muziekfeest in Aken. In het jaar 1889 trok Lauterbach zich terug uit het actieve leven. Hij stierf in maart 1918. 
Lauterbach was in zijn tijd een begaafd en consciëntieus violist de zich onderscheidde door een vlekkeloos spel en heldere interpretaties. Als componist trad hij nauwelijks voor het voetlicht, hoewel hij actief was in het bijzonder op het gebied van de kamermuziek die strijk- en pianokwartetten. Verschillende Ordes van Verdienste en de bevordering tot lid van de Hofraad getuigen van de erkenning van zijn artistieke prestaties.